# Віндішешенбах
Віндішешенбах (нім. Windischeschenbach) — місто в Німеччині, розташоване в землі Баварія. Підпорядковується адміністративному округу Верхній Пфальц. Входить до складу району Нойштадт-ан-дер-Вальднааб.
Площа — 36,38 км2. Населення становить 4923 ос. (станом на 31 грудня 2020).